# Hincapie / LEOMO p/b BMC
Arapahoe-Hincapie p/b BMC is een wielerploeg die een Amerikaanse licentie heeft. De ploeg bestaat sinds 2012 en had in het seizoen 2018 een pro-continentale licentie.
Oorspronkelijk werd het team opgericht als opleidingsploeg voor het BMC Racing Team. Echter, in 2013 richtte BMC haar eigen opleidingsploeg: BMC Development Team in. Hierna ging de ploeg door als onafhankelijk team.

## 2018

### Transfers
| Inkomend         | Team 2017                   | Uitgaand        | Team 2018     |
| ---------------- | --------------------------- | --------------- | ------------- |
| Nicolai Brøchner | Riwal Platform Cycling Team | Mac Brennan     | ?             |
| Evan Bybee       | ?                           | Robin Carpenter | Rally Cycling |
| Andrew Dahlheim  | ?                           | Oscar Clark     | ?             |
| Bryan Gómez      | ?                           | Ty Magner       | Rally Cycling |
| Grant Koontz     | ?                           |                 |               |
| Fabian Lienhard  | Team Vorarlberg             |                 |               |
| Brayan Sánchez   | EPM                         |                 |               |
| Morgan Schmitt   | ?                           |                 |               |

### Selectie
| Naam               | Geboortedatum | Nationaliteit    | Ploeg 2017                  |
| ------------------ | ------------- | ---------------- | --------------------------- |
| Miguel Bryon       | 10-05-1995    | Verenigde Staten |                             |
| Nicolai Brøchner   | 04-07-1993    | Denemarken       | Riwal Platform Cycling Team |
| Evan Bybee         | 13-03-1989    | Verenigde Staten | ?                           |
| Rubén Companioni   | 18-05-1990    | Cuba             |                             |
| Andrew Dahlheim    | 09-06-1988    | Verenigde Staten | ?                           |
| Taylor Eisenhart   | 14-06-1994    | Verenigde Staten |                             |
| Andžs Flaksis      | 18-03-1991    | Letland          |                             |
| Bryan Gómez        | 19-11-1994    | Colombia         | ?                           |
| Grant Koontz       | 28-01-1994    | Verenigde Staten | ?                           |
| Andrei Krasilnikau | 25-04-1989    | Wit-Rusland      |                             |
| Joe Lewis          | 13-01-1989    | Australië        |                             |
| Fabian Lienhard    | 03-09-1993    | Zwitserland      | Team Vorarlberg             |
| John Murphy        | 15-12-1984    | Verenigde Staten |                             |
| Brendan Rhim       | 19-12-1995    | Verenigde Staten |                             |
| Brayan Sánchez     | 03-06-1994    | Colombia         | EPM                         |
| Morgan Schmitt     | 03-01-1983    | Verenigde Staten | ?                           |

### Overwinningen
| Wedstrijd                     | Datum      | Categorie | Winnaar         |
| ----------------------------- | ---------- | --------- | --------------- |
| 1e etappe Ronde van Normandië | 19-03-2018 | 2.2       | Fabian Lienhard |